# دبلوماسية الدولار
كانت دبلوماسية الدولار للولايات المتحدة، وخاصة خلال رئاسة ويليام هوارد تافت (1909-1913)، شكلاً من أشكال السياسة الخارجية الأمريكية لتقليل استخدام القوة العسكرية أو التهديد بها، وبدلاً من ذلك تعزيز أهدافها في أمريكا اللاتينية وشرق آسيا من خلال استخدام قوتها الاقتصادية من خلال ضمان القروض المقدمة للدول الأجنبية. في خطابه إلى الكونجرس في 3 ديسمبر 1912، لخص تافت سياسة دبلوماسية الدولار على النحو التالي:
سعت دبلوماسية الإدارة الحالية إلى الاستجابة للمفاهيم الحديثة في العلاقات التجارية. وقد وُصفت هذه السياسة بأنها استبدال للدولار بالرصاص. وهي سياسة تجذب المشاعر الإنسانية المثالية، ومقتضيات السياسة والاستراتيجية السليمة، والأهداف التجارية المشروعة على حد سواء. 
لم تكن دبلوماسية الدولار جديدة، إذ يعود استخدام الدبلوماسية لتعزيز المصالح التجارية إلى السنوات الأولى للجمهورية. ومع ذلك، في عهد تافت، كانت وزارة الخارجية أكثر نشاطًا من أي وقت مضى في تشجيع ودعم المصرفيين والصناعيين الأمريكيين في تأمين فرص جديدة في الخارج.
ينطبق هذا المفهوم على ليبيريا، حيث مُنحت القروض الأمريكية عام 1913، وأمريكا اللاتينية. يميل سكان أمريكا اللاتينية إلى استخدام مصطلح "دبلوماسية الدولار" بازدراء للتعبير عن استنكارهم لدور الحكومة الأمريكية والشركات الأمريكية في استخدام القوة الاقتصادية والدبلوماسية والعسكرية لفتح الأسواق الخارجية. عندما تولى وودرو ويلسون الرئاسة في مارس 1913، ألغى فورًا كل دعم لدبلوماسية الدولار. يتفق المؤرخون على أن دبلوماسية الدولار التي تبناها تافت كانت فاشلة في كل مكان. في الشرق الأقصى، أدى ذلك إلى نفور اليابان وروسيا، وأثار شكوكًا عميقة لدى القوى الأخرى المعادية للدوافع الأمريكية. 

## ملخص
من عام 1909 إلى عام 1913، اتبع الرئيس ويليام هوارد تافت ووزير الخارجية فيلاندر سي. نوكس سياسة خارجية عُرفت بـ"دبلوماسية الدولار". كانت هذه سياسةً تُمارس فيها النفوذ الأمريكي بشكل رئيسي من قِبل البنوك والمصالح المالية الأمريكية، بدعم جزئي من الدبلوماسيين. شارك تافت نوكس (محامٍ متخصص في الشركات كان له دورٌ محوري في تأسيس تكتل شركة فولاذ الولايات المتحدة العملاق) في الرأي القائل بأن هدف الدبلوماسية ينبغي أن يكون ترسيخ الاستقرار في الخارج، ومن خلاله تعزيز المصالح التجارية الأمريكية. رأى نوكس أن هدف الدبلوماسية لا يقتصر على تحسين الفرص المالية فحسب، بل يشمل أيضًا استخدام رأس المال الخاص لتعزيز المصالح الأمريكية في الخارج. تجلّت "دبلوماسية الدولار" في التدخلات الأمريكية الواسعة في فنزويلا وكوبا وأمريكا الوسطى، وخاصةً في التدابير المتخذة لحماية المصالح المالية الأمريكية ومنع حكومة الولايات المتحدة من التدخل في المنطقة. في الصين، ضمن نوكس دخول تكتل مصرفي أمريكي، برئاسة جي بي مورغان، في اتحاد ممول أوروبيًا لتمويل بناء خط سكة حديد من هوغوانغ إلى كانتون. وعلى الرغم من النجاحات، فشلت "دبلوماسية الدولار" في مواجهة عدم الاستقرار الاقتصادي ومد الثورة في أماكن مثل المكسيك وجمهورية الدومينيكان ونيكاراجوا والصين.
شعرت الحكومة الأمريكية، من خلال دبلوماسية الدولار، بأنها مُلزمة بالحفاظ على الاستقرار الاقتصادي والسياسي. لم تُمكّن دبلوماسية تافت الدولارية الولايات المتحدة من تحقيق مكاسب مالية من الدول فحسب، بل منعت أيضًا الدول الأجنبية الأخرى من جني أي نوع من المكاسب المالية. وبالتالي، عندما تستفيد الولايات المتحدة من دول أخرى، لا تستطيع القوى العالمية الأخرى جني نفس المكاسب. بشكل عام، كان الهدف من "دبلوماسية الدولار" تشجيع وحماية التجارة داخل أمريكا اللاتينية وآسيا. حافظ تافت على نهج نشط في السياسة الخارجية. من جهة، كان هو من أطلق ما عُرف لاحقًا بدبلوماسية الدولار، حيث استخدمت الولايات المتحدة قوتها العسكرية لتعزيز المصالح التجارية الأمريكية في الخارج. دافع تافت عن دبلوماسيته الدولارية باعتبارها امتدادًا لمبدأ مونرو. كان تافت من أبرز المؤيدين للتحكيم باعتباره الوسيلة الأكثر فعالية لتسوية النزاعات الدولية. وسرعان ما أصبحت أمريكا قوة عالمية، وسعت إلى تعزيز نفوذها في الخارج. أدرك الرئيس تافت أنه من خلال ترسيخ دبلوماسية الدولار، سيضر بالمصالح المالية للدول الأخرى، مما يعود بالنفع الكبير على الولايات المتحدة.
صرح توماس بيلي، أستاذ التاريخ بجامعة ستانفورد، بأن دبلوماسية الدولار صُممت لمساعدة الناس في البلدان الأجنبية والمستثمرين الأمريكيين على تحقيق الازدهار.

## الأمريكتين
وضع الرئيس المنتهية ولايته ثيودور روزفلت الأساس لهذا النهج في عام 1904 من خلال ملحقه روزفلت لمبدأ مونرو (الذي بموجبه تم إرسال مشاة البحرية الأمريكية بشكل متكرر إلى أمريكا الوسطى) مؤكدًا أنه إذا ظهرت أي دولة في نصف الكرة الغربي غير مستقرة سياسيًا وماليًا بما يكفي لتكون عرضة للسيطرة الأوروبية، فإن للولايات المتحدة الحق والالتزام بالتدخل. واصل تافت هذه السياسة ووسعها، بدءًا من أمريكا الوسطى، حيث بررها كوسيلة لحماية قناة بنما. في مارس 1909، حاول دون جدوى فرض سيطرته على هندوراس من خلال شراء ديونها للمصرفيين البريطانيين.
كانت منطقة الكاريبي، التي مزقتها الثورات، بؤرة توتر جديدة وخطيرة، حيث تهيمن عليها الآن المصالح الأمريكية إلى حد كبير. ولتفادي الاضطراب، حثت واشنطن المصرفيين الأمريكيين على ضخ الدولارات في الفراغ المالي في هندوراس وهايتي لمنع تدفق الأموال الأجنبية. ولم تسمح الولايات المتحدة للدول الأجنبية بالتدخل، وبالتالي شعرت بأنها ملزمة بمنع عدم الاستقرار الاقتصادي والسياسي. وأقنعت وزارة الخارجية أربعة بنوك أمريكية بإعادة تمويل الدين الوطني لهايتي، مما مهد الطريق لمزيد من التدخل في المستقبل.

## الفشل في شرق آسيا

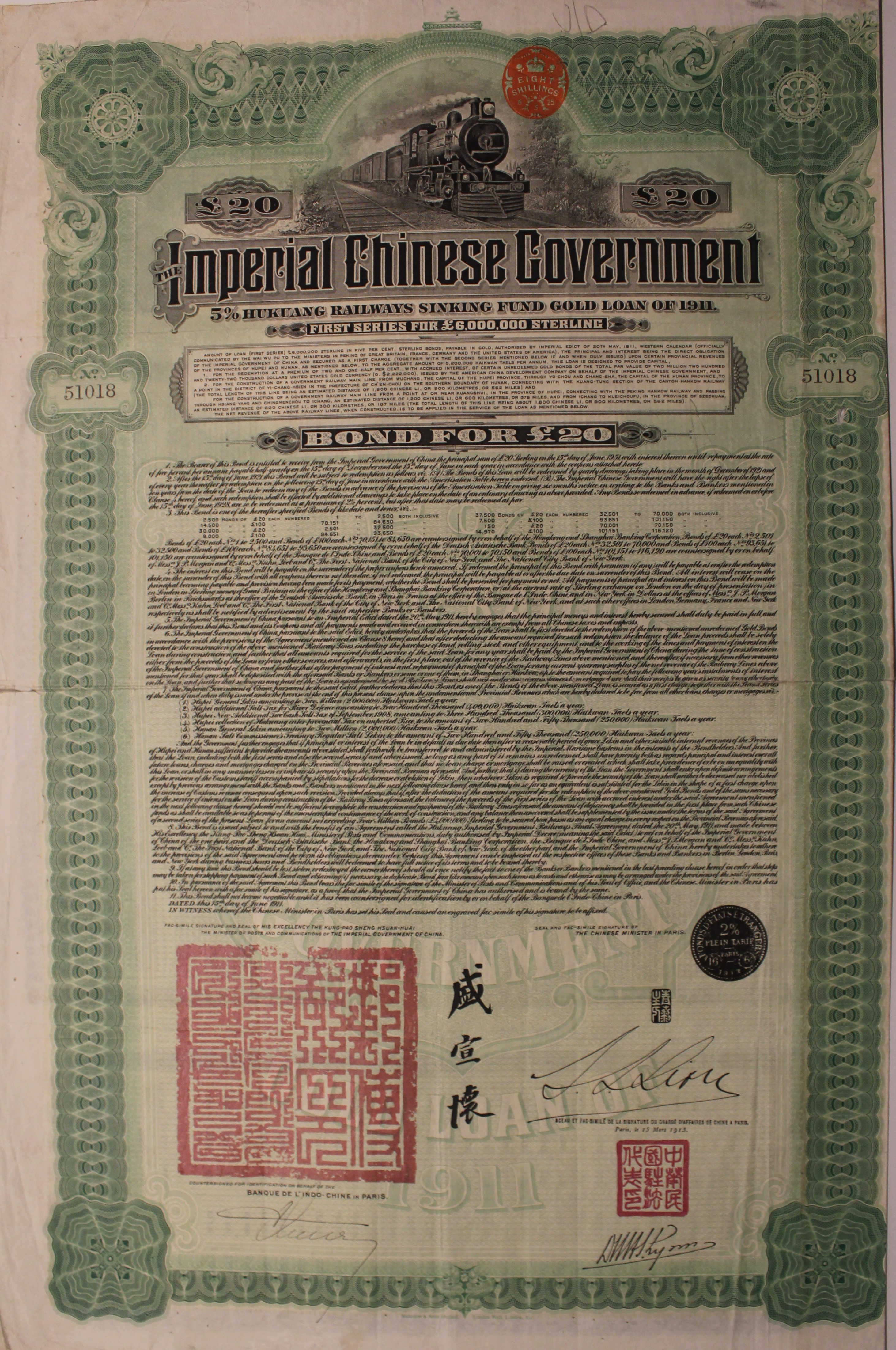
قرض هوكوانغ، صدر في 15 يونيو 1911

في شرق آسيا، كانت دبلوماسية الدولار سياسة إدارة تافت، التي اعتمدت على استخدام النفوذ المصرفي الأمريكي لخلق مصلحة أمريكية ملموسة في الصين، مما يحد من نطاق نفوذ القوى الأخرى، ويزيد من فرص التجارة والاستثمار الأمريكية، ويساعد في الحفاظ على سياسة الباب المفتوح التي تتيح فرصًا تجارية لجميع الدول. وبينما سعى ثيودور روزفلت إلى استمالة اليابان ومساعدتها على تحييد روسيا، تجاهل تافت ووزير خارجيته فيلاندر نوكس سياسة روزفلت ونصيحته. استندت دبلوماسية الدولار إلى افتراض خاطئ بأن المصالح المالية الأمريكية قادرة على حشد قوتها الكامنة، وأرادت القيام بذلك في شرق آسيا. ومع ذلك، لم يكن النظام المالي الأمريكي مهيأً للتعامل مع التمويل الدولي، مثل القروض والاستثمارات الكبيرة، واضطر إلى الاعتماد بشكل أساسي على لندن. أراد البريطانيون أيضًا بابًا مفتوحًا في الصين، لكنهم لم يكونوا مستعدين لدعم المناورات المالية الأمريكية. وأخيرًا، كانت للقوى الأخرى مصالح إقليمية، بما في ذلك القواعد البحرية والمناطق الجغرافية المحددة التي سيطرت عليها داخل الصين، بينما رفضت الولايات المتحدة أي شيء من هذا القبيل. كان المصرفيون مترددين، لكن تافت ونوكس استمرا في الضغط عليهم. باءت معظم الجهود بالفشل حتى تمكنت الولايات المتحدة أخيرًا من الحصول على قرض هوكوانغ الدولي للسكك الحديدية. وقد قدّم ما يُسمى باتحاد الصين القرض في عام 1911، وساهم في إشعال شرارة ثورة واسعة النطاق ضد الاستثمار الأجنبي، أطاحت بالحكومة الصينية. تسببت السندات في خيبة أمل ومتاعب لا حصر لها. وحتى عام 1983، حاول أكثر من 300 مستثمر أمريكي، دون جدوى، إجبار حكومة الصين على استرداد سندات هوكوانغ عديمة القيمة. وعندما تولى وودرو ويلسون رئاسة الولايات المتحدة في مارس 1913، ألغى على الفور كل دعم لدبلوماسية الدولار. يتفق المؤرخون على أن دبلوماسية الدولار التي تبناها تافت كانت فاشلة في كل مكان، ففي الشرق الأقصى، نفرت اليابان وروسيا، وولدت شكوكًا عميقة بين القوى الأخرى المعادية للدوافع الأمريكية. 

## الاستشهادات
1. ↑  Carl Cavanagh Hodge؛ Cathal J. Nolan (2007). U.S. Presidents and Foreign Policy: From 1789 to the Present. ABC-CLIO. ص. 203. ISBN:9781851097906. مؤرشف من الأصل في 2023-04-09.
2. 1 2  John Martin Carroll؛ George C. Herring (1996). Modern American Diplomacy. Rowman & Littlefield. ص. 18–19. ISBN:9780842025553. مؤرشف من الأصل في 2023-05-15.